# Liste der Biografien/Tey
Liste der Biografien |
Portal Biografien |
Personensuche
# |
A |
B |
C |
D |
E |
F |
G |
H |
I |
J |
K |
L |
M |
N |
O |
P |
Q |
R |
S |
T |
U |
V |
W |
X |
Y |
Z |
?
 
Ta |
Tc |
Te |
Tf |
Tg |
Th |
Ti |
Tj |
Tk |
Tl |
Tm |
To |
Tq |
Tr |
Ts |
Tu |
Tv |
Tw |
Tx |
Ty |
Tz
 
Tea |
Teb |
Tec |
Ted |
Tee |
Tef |
Teg |
Teh |
Tei |
Tej |
Tek |
Tel |
Tem |
Ten |
Teo |
Tep |
Teq |
Ter |
Tes |
Tet |
Teu |
Tev |
Tew |
Tex |
Tey |
Tez
Die Liste der Biografien führt alle Personen auf, die in der deutschsprachigen Wikipedia einen Artikel haben. Dieses ist eine Teilliste mit 25 Einträgen von Personen, deren Namen mit den Buchstaben „Tey“ beginnt.

## Tey
- Tey, Josephine (1896–1952), britische Kriminalschriftstellerin

### Teya
- Teya Dora (* 1992), serbische Sängerin und Songwriterin
- Teyar, Bavê (1957–2025), kurdischer Schauspieler und Komiker

### Teyb
- Teyber, Anton (1756–1822), österreichischer Komponist
- Teyber, Franz (1758–1810), österreichischer Komponist, Organist und Kapellmeister

### Teyc
- Teychenné, Michel (* 1957), französischer Politiker (PS), MdEP

### Teyl
- Teyler van der Hulst, Pieter (1702–1778), niederländischer Unternehmer, Bankier, Sammler und Mäzen
- Teyler, Johannes, niederländischer Radierer, Grafiker, Professor
- Teyler, Rütger de (1652–1712), preußischer Generalmajor

### Teym
- Teymourian, Andranik (* 1983), iranischer Fußballspieler
- Teymûr, Ayşe (1840–1902), ägyptisch-türkische Poetin
- Teymurtash, Abdolhossein (1883–1933), iranischer Politiker und Hofminister
- Teymurzadə, Aysel (* 1989), aserbaidschanische Popsängerin

### Teyn
- Teynac, Maurice (1915–1992), französischer Schauspieler

### Teyo
- Teyou, Bertrand (1969–2020), kamerunischer Schriftsteller

### Teyr
- Teyran, Feqiyê (1590–1660), kurdischer Dichter
- Teyrouz, Jean (* 1941), syrischer Geistlicher, emeritierter armenisch-katholischer Bischof von Sainte-Croix-de-Paris

### Teys
- Teyssen, Anton (1922–2003), deutscher Politiker (CDU), MdL
- Teyssen, Johannes (* 1959), deutscher ManagerJohannes Teyssen (* 1959)

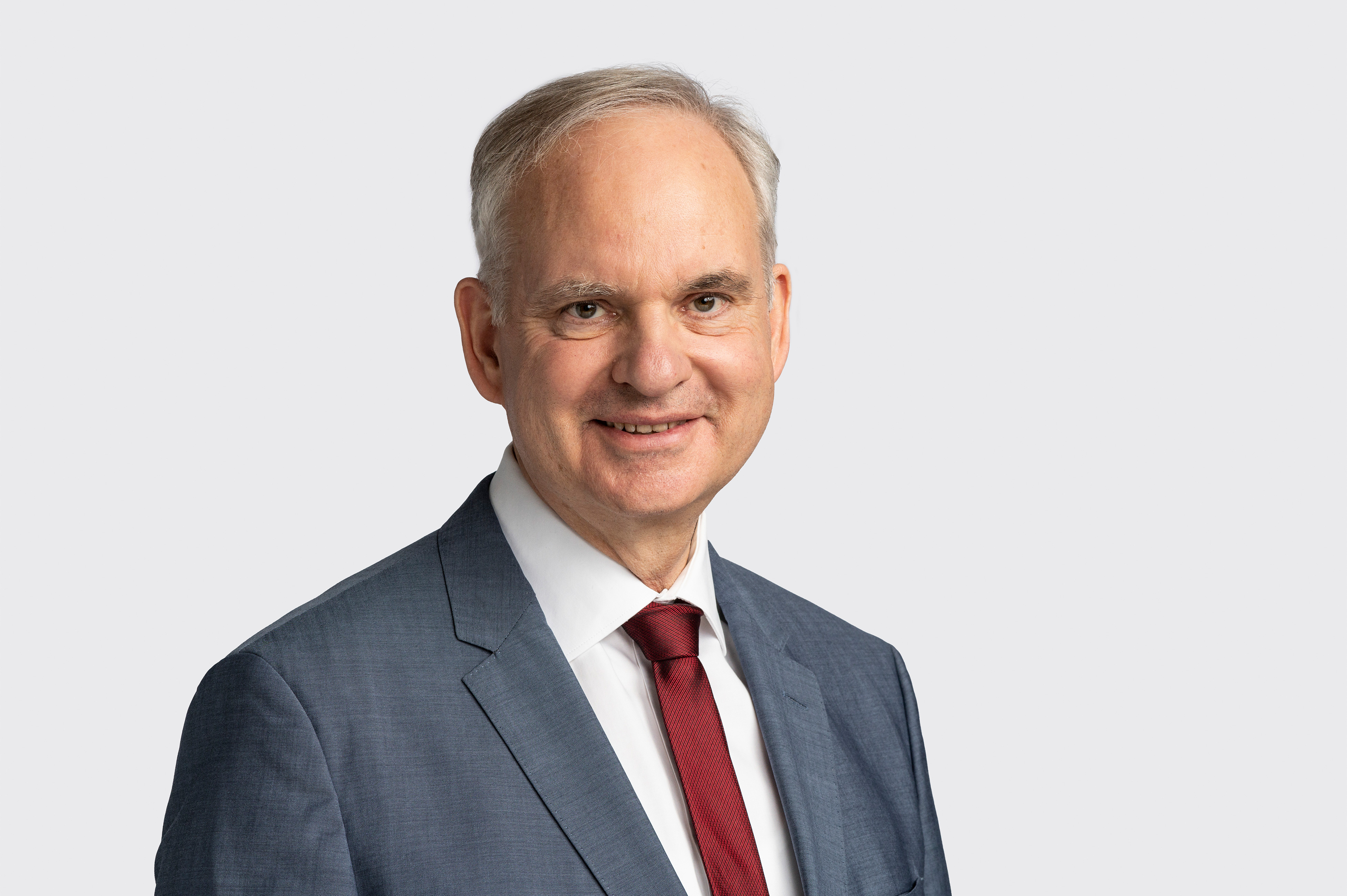
Johannes Teyssen (* 1959)

- Teyssier, Fursy, französischer Illustrator, Multiinstrumentalist und Metal-Musiker
- Teyssier, Jacques (1955–2009), französisch-deutscher Kaufmann, LGBT-Aktivist und Bürgerrechtler
- Teyssier, Paul (1915–2002), französischer Romanist, Lusitanist, Sprachwissenschaftler und Literaturwissenschaftler
- Teyssot, Régine (* 1950), französische Schauspielerin und Synchronsprecherin

### Teyt
- Teytaud, Jørgen (1933–2020), dänischer Schauspieler
- Teyte, Maggie (1888–1976), britische Opernsängerin (Sopran)